# کلودیا جونز
کلودیا جونز (به انگلیسی: Claudia Jones)، با نام اصلی کلودیا ورا کامبربچ (به انگلیسی: Claudia Vera Cumberbatch؛ ۲۱ فوریه ۱۹۱۵–۲۴ دسامبر ۱۹۶۴)، یک روزنامه‌نگار و کنشگر متولد ترینیداد و توباگو بود.

## زندگی‌نامه
کلودیا جونز در دوران کودکی با خانواده‌اش به ایالات متحده مهاجرت کرد و در آنجا او برای «ضداطلاعات محافظت از خود» با استفاده از نام جعلی «جونز» یک فعال سیاسی و ناسیونالیست سیاه‌پوست از طریق کمونیسم شد. به دلیل آزار و شکنجه سیاسی کمونیست‌ها در ایالات متحده آمریکا، وی در سال ۱۹۵۵ تبعید شد و سپس در انگلستان اقامت گزید. وی در سال ۱۹۵۸ اولین روزنامه مهم سیاه انگلستان، West Indian Gazette (WIG) را تأسیس کرد.
او بنیانگذار کارناوال ناتینگ‌هیل در اوت ۱۹۵۹ است که امروزه یکی از بزرگ‌ترین و پرزرق و برق‌ترین جشن‌های خیابانی در جهان است.